# Koreansk handakupunktur
Koreansk Handakupunktur, KHA, är en akupunkturmetod skapad av den koreanske läkaren Dr. Tae Woo Yoo mellan åren 1971 och 1975. Metoden praktiseras av läkare, akupunktörer och andra på flera kliniker och sjukhus i världen. Sedan år 2000 finns metoden även i Sverige och används bland annat på Blekingesjukhuset i Karlskrona.
Förkortningen KHA används i Sverige och Tyskland. I andra länder benämns metoden
- Koryo Sooji Chim i Korea  (Soo - hand, ji - finger, chim - nål)
- Korean Hand Therapy - KHT i USA och England
- Manopuntura Coreana i Italien
- Acupuntura koreana de mano i Spanien
- Koreanische handakupunktur i Tyskland